# Instituto Nacional del Libro Español
L'Institut Nacional del Llibre Espanyol (en castellà Instituto Nacional del Libro Español, i abreujat com INLE) és un organisme autònom vinculat al Ministeri de Cultura. Va ser creat per l'Ordre de 23 de maig de 1939 sota la dependència de la Sotssecretària de Premsa i Propaganda del Ministeri de la Governació, com a "únic organisme central de consulta i direcció de tots els problemes relatius a la producció i difusió del llibre espanyol".
Aquesta institució va existir des de 1939 fins a l'any 1986, que va perdre el seu caràcter autònom, segons el que es va establir en la llei de Pressupostos Generals de l'Estat. Tal decisió acaba amb la política proteccionista que des d'aquest organisme s'exercia sobre la indústria editorial, en opinió del director general del Llibre, Jaime Salines, explica que, més que una desaparició, es tracta d'una transformació, per la qual determinades funcions que fins ara s'exercien des del INLE passaran a ser realitzades pels mateixos editors en col·laboració amb el Ministeri de Cultura. El director general de l'INLE, Rafael Martínez Alés (Madrid, 1939), va donar la seva opinió al respecte i va afirmar que es suposava una pèrdua de gestió directa i supressió del patrimoni propi, ja que es tracta d'una "nova etapa provocada per una decisió imposada pel Ministeri d'Hisenda que indica cert desconeixement del sector editorial".
A conseqüència de la desaparició decretada aquest mateix any (1986), l'Arxiu de l'Institut Nacional del Llibre Espanyol (INLE) ha romàs tancat. I, per tant, tota la documentació generada per aquest organisme ha romàs situada en aquest centre. Però el febrer de 2005 es va decidir reobrir l'arxiu, adscrit al Servei d'Estudis i Documentació, i procedir a l'estudi i anàlisi de tota la documentació emmagatzemada.

## Persones relacionades
- Florentino Zamora Lucas (1896-1975)[4] fou un sacerdot i bibliotecari espanyol. Va ser col·laborador en l'Institut Nacional del Llibre Espanyol (INLE).
- Francisco Tolsada Picazo (1897-1958)[5] fou un arxiver, bibliotecari, professor de secundària i periodista espanyol. Va ser comissari d'exposicions organitzades per l'Institut Nacional del Llibre Espanyol (INLE).
- Guillem Díaz-Plaja i Contestí. Director entre 1966 i 1970